# Жуан Гарсия де Гильяде
Жуан Гарсия де Гильяде (гал.-порт. Joham Garcia de Guylhade или Johan Garcia de Guilhade, соответствует современному порт. João Garcia de Guilhade —  португальский трубадур XIII века, автор 54 кантиг на галисийско-португальском языке и один из наиболее известных средневековых поэтов трубадурской школы Пиренейского полуострова.

## Биография
Трубадур родился на севере современной Португалии близко от границы с Галисией, где топоним Гильяде (Guillade) обозначает несколько населённых пунктов и реку. О жизни Гильяде имеются крайне скудные документальные сведения, поэтому, как и в случае с большинством иберийских средневековых авторов, основным источником данных о его пути служат его же кантиги (песни). Известно, что поэт и рыцарь продолжительное время провёл при дворе короля Кастилии и Леона Альфонсо X Мудрого, после чего вернулся в Португалию.
Предположительно творческую деятельность поэта исследователи ограничивают рамками от второй до третей четверти XIII века, поскольку наиболее раннее упоминание в документах датируется 1239 годом, а наиболее позднее — 1288 годом, когда трубадур, если ещё был жив, пребывал уже в преклонном возрасте. Из скупых документальных свидетельств учёные делают вывод о связях Гильяде с трубадурами доном Гарсией Мендешем д'Эйшу (D. Garcia Mendes d'Eixo) и графом доном Гонсалу Гарсией де Соуза (conde D. Gonalo Garcia de Sousa). Антониу Резенде де Оливейра (António Resende de Oliveira) полагает, что Гильяде мог быть одним из рыцарей, состоявших на службе у влиятельного семейства де Соуза. Согласно Резенде де Оливейра, Гильяде покинул двор Альфонсо X в середине XIII века и по возвращении в Португалию предположительно осел в Фарии поблизости от родного Мильязеша, где воспитывались его дети. В кантиге о любви Se m'ora Deus gram bem fazer quisesse (A 236) представлен редкий в творчестве писавших на галисийско-португальском языке авторов случай, когда трубадур упоминает названия мест, вблизи от которых он родился — Барселуш и Фария (Faria).

## Творчество

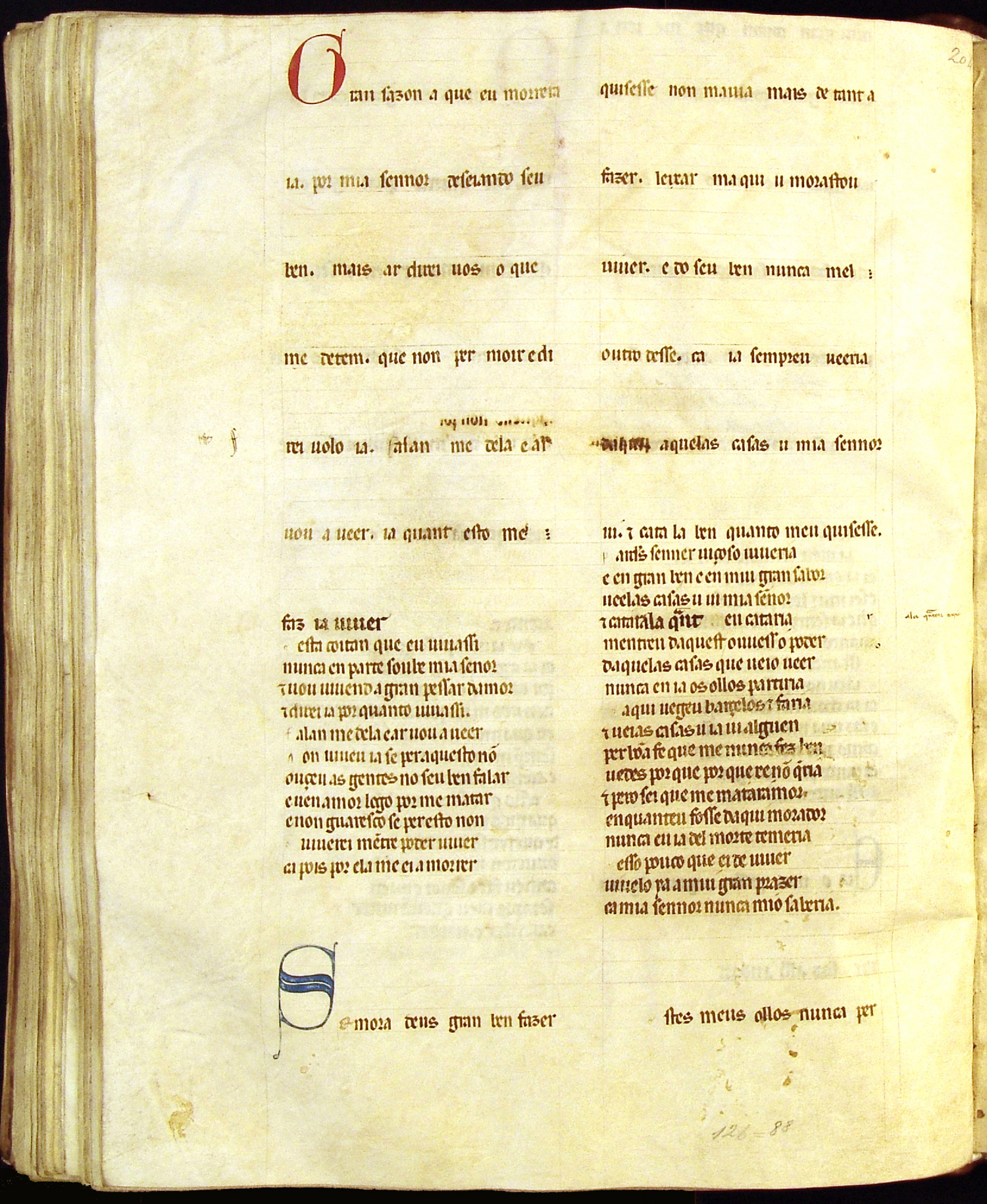
Кантига о любви Se m'ora Deus gran ben fazer quisesse (A 236), «Песенник Ажуда», XIII век

Каролина Михаэлиш де Вашконселуш (Carolina Michaëlis de Vasconcelos), автор фундаментального исследования о «Песеннике Ажуда», отозвалась о Жуане де Гильяде как об одном из лучших иберийских трубадуров, отнеся его к одному ряду с Доном Динишем, Жуаном Айрешем де Сантьяго, Перо да Понте и Мартином Соарешем. Вашконселуш также оценила Гильяде как своего рода галисийско-португальского Сорделло, но бедного рыцаря (порт. cavaleiro), уже в середине XIII века в кантиге о друге Ai amigas, perdud'ham conhocer (B 786, V 370) сожалевшего о падении двух видов куртуазного искусства: искусства сложения песен и искусства любви.
Активность поэта датируется серединой или второй половиной XIII века и относится к так называемому «альфонсийскому периоду» 1245—1284 годов (время правления Альфонсо X Мудрого), когда на Пиренеях существовало несколько трубадурских школ: галисийская — родоначальная и давшая толчок для развития двух других: одной — при дворе португальского короля, и второй — при дворах правителей Кастилии и других пиренейских королевств.
Анализ сочинений Гильяде даёт основание полагать, что их автор выступает как «знаток французской и провансальской лирики, один из самых своеобразных и талантливых галисийско-португальских трубадуров».
Кантиги трубадура дошли до наших дней в трёх сохранившихся средневековых сборниках: «Песеннике Ажуда» (Cancioneiro de Ajuda), «Песеннике Национальной библиотеки» (или «Колоччи-Бранкути») и «Ватиканском песеннике» (Cancioneiro de Vaticana). В 54 сочинениях трубадура представлены основные жанры средневекой поэзии Пиренейского полуострова: 
- 15 кантиг о любви (порт. cantiga de amor)
- 21 кантига о друге (порт. cantiga de amigo)
- 15 кантиг насмешки и злословия (порт. cantiga de escárnio e maldizer)
- 2 тенсоны с жонглёром Лоуренсу
- 1 кантига неопределённого жанра[9]

Музыкальная нотация к песням не обнаружена.
Поэтический стиль одного из наиболее плодовитых трубадуров Португалии отличается оригинальностью, оптимистическим восприятием куртуазной любви, колкостью и язвительностью, юмором и самоиронией. Жоан Гарсия де Гильяде (орфография имени в передаче Е. Г. Голубевой) снискал славу блистательного мастера остроумных пародий на песни о любви «с их бесконечными жалобами и обещаниями умереть».
Гильяде первый из португальских авторов ввёл в поэзию мотив «зелёных глаз» (порт. olhos verdes) в кантиге Amigos, nom poss'eu negar, о чём Е. Г. Голубева писала следующее: «Невиданной дерзостью считался любой намёк на внешность красавицы, по которому её можно узнать. Такое безрассудство мог позволить себе разве что замечательный поэт-насмешник Жоан Гарсия де Гильяде, рискнувший признаться, что у его дамы — зелёные глаза:
И вот — безрассудно признаюсь пред вами:
мне сердце пленили зелёные очи,
и отняли разум, и жить нету мочи».
У Гильяде имеется серия из 8 песен о друге, в которых трубадур представляет себя под собственным именем, или называет себя «пёсьей головой» (cabeça de cão), в некоторых из них с самоиронией передаёт своё имя в провансальской манере — 'n Guilhade, или En Guilhade. Лирические «я» (девушки) восхваляют Гильяде в ироническом тоне. Исключение из ряда представляет кантига о друге Treides todas, ai amigas, comigo (B 741, V 343), где автор имплицитно сам восхваляет себя посредством вложенных в уста героини слов. Девушка, не являющаяся объектом воздыханий автора, призывает подруг посетить одного влюблённого — рыцаря Жуана де Гильяде, — который не желает умереть, чтобы не опечалить ту, кого он любит, и кем он сам любим. Девушка просит Господа отблагодарить рыцаря за его верность. По мнению португальских авторов, «театр голосов» этих песен представляет одно из высших достижений лирики галисийско-португальских трубадуров.

## Лоуренсу (Lourenço)
В творческом поединке, описанном в тенсоне - Lourenço jograr, hás mui gram sabor (B 1493, V 1104), жонглёр Лоуренсу отваживается указывать своему хозяину, трубадуру Гильяде, что ему следует откорректировать ошибки в своих песнях, которые он уже исправил, и начал исполнять эти сочинения в своей версии. Вышедший из себя Гильяде угрожает разбить инструмент (гал.-порт. citolom — цистру или же смычковый музыкальный инструмент (порт. viola de arco)) о голову Лоуренсу, который готов принять наказание, не отказываясь при этом от слов правды, высказанных им в тенсоне. Лоуренсу был одним из нескольких жонглёров в услужении у Гильяде, исполнявших кантиги трубадура то в одном дворце, то в другом, и трубадур оплачивал его услуги, пусть даже какое-то непродолжительное время. Из песен жонглёра известно, что он какое-то время провёл при дворе кастильского короля Альфонсо X, поскольку был вынужден покинуть Португалию. Некоторые современники считали, что благодаря Гильяде Лоуренсу достиг большого мастерства в сложении и исполнении песен и поэтому заслужил славу известного автора. Сохранилось 17 сочинений жонглёра: 3 кантиги о любви, 6 кантиги о друге, 1 кантига насмешки и злословия и 7 тенсон.

## Ai dona fea, fostes-vos queixar
Кантига Жуана Гарсии де Гильяде Ai dona fea, fostes-vos queixar приводится во многих антологиях средневековой поэзии и является пародией на посвящённую сеньоре хвалебную куртуазную песню; относится к кантигам насмешки и злословия, содержит рефрен, сохранилась в рукописных сборниках «Песеннике Национальной библиотеки» (B 1485) и «Ватиканском песеннике» (V 1097).

| Ai dona fea, fostes-vos queixar que vos nunca louv'en[o] meu cantar; mais ora quero fazer um cantar em que vos loarei todavia; e vedes como vos quero loar: dona fea, velha e sandia! Dona fea, se Deus mi perdom, pois havedes [a]tam gram coraçom que vos eu loe, em esta razom vos quero já loar todavia; e vedes qual será a loaçom: dona fea, velha e sandia! Dona fea, nunca vos eu loei em meu trobar, pero muito trobei; mais ora já um bom cantar farei em que vos loarei todavia; e direi-vos como vos loarei: dona fea, velha e sandia! Орфография по Lopes, Graça Videira | Сеньора, слышу ваш упрек опять, что не хочу я песен вам слагать ну что же, хоть сейчас готов начать — хвала пусть вашего коснется слуха, песнь эта будет вам вполне под стать: уродливая злобная старуха! Сеньора, я не знаю, видит Бог! — кто от любви когда-нибудь к вам сох; вот песнь, которую сложить я смог — хвала пусть вашего коснется слуха, припев сей песни, кажется, неплох: уродливая злобная старуха! Сеньора, слушайте же песнь мою! Я ваши все достоинства хвалю чистосердечно — слово вам даю! Хвала пусть вашего коснется слуха, и вот какую песнь я вам спою: уродливая злобная старуха! Перевёл А. В. Родосский |

Слово гал.-порт. "razom" (порт. razão) имеет ложную аналогию с термином провансальских трубадуров разо (окс. razó) и в данном случае обозначает тему кантиги и специфическую форму её изложения. Почитатель и переводчик Камоэнса Вильгельм Сторк (Wilhelm Storck) перевёл эту песню на немецкий язык. Перевод был опубликован издательством Paderborn und Münster в сборнике Hunder altportugiesische Lieder в 1885 году.